# Jacques-Charles Dupont de l'Eure
Jacques-Charles Dupont de l'Eure, född 27 februari 1767, död 3 mars 1855, var en fransk advokat och statsman. 
Han var aktiv i fransk politik från franska revolutionens utbrott 1789 till strax efter februarirevolutionen 1848. Efter att kung Ludvig Filip hade störtats under denna revolution var Dupont de l'Eure president i republikens provisoriska regering (och alltså Frankrikes stats- och regeringschef) från 24 februari till 9 maj detta år.